# Список руководителей служб государственной безопасности БССР и Беларуси
Руководители служб государственной безопасности БССР и Беларуси
Председатели ЧК БССР
- Яркин, Виктор Иванович (1918—1920)
- Ротенберг, Александр Иосифович (1920—1921)

Председатели ГПУ при СНК БССР
- Ольский, Ян Каликстович (1921—1923)
- Пинталь, Станислав Францевич (1923—1924)
- Медведь, Филипп Демьянович (1924—1925)
- Пилляр, Роман Александрович (1925—1929)
- Рапопорт, Григорий Яковлевич (1929—1931)
- Реденс, Станислав Францевич (1931)
- Матсон, Герман Петрович (1931—1932)
- Заковский, Леонид Михайлович (1932—1934)

Народные комиссары внутренних дел БССР
- Заковский, Леонид Михайлович (1934)
- Леплевский, Израиль Моисеевич (1934—1936)
- Молчанов, Георгий Андреевич (1936—1937)
- Берман, Борис Давыдович (1937—1938)
- Наседкин, Алексей Алексеевич (1938)
- Цанава (Джанджгава), Лаврентий Фомич (1938—1946)

Министры Государственной безопасности БССР
- Цанава (Джанджгава), Лаврентий Фомич (1946—1951)
- Баскаков, Михаил Иванович (1951—1954)

Председатели КГБ при СМ БССР
- Перепелицын, Александр Иванович (1954—1959)
- Петров, Василий Иванович (1959—1970)
- Никулкин, Яков Прокопьевич (1970—1980)

Председатель КГБ БССР
- Балуев, Вениамин Георгиевич (1980—1990)

Председатели КГБ Республики Беларусь
- Ширковский, Эдуард Иванович (1990-91 КГБ БССР, КГБ РБ 1991—1994)
- Лавицкий, Геннадий Михайлович (1994)
- Егоров, Владимир Демьянович (1994—1995)
- Мацкевич, Владимир Александрович (1995—2000)
- Ерин, Леонид Тихонович (2000—2005)
- Сухоренко, Степан Николаевич (2005—2007)
- Жадобин, Юрий Викторович (2007—2008)
- Зайцев, Вадим Юрьевич (2008—2012)
  - Мальцев, Леонид Семёнович (и. о., 2012)
- Вакульчик, Валерий Павлович (2012 — 2020)
- Тертель, Иван Станиславович (2020 - н. в.)